# Clube poliglota
Os clubes poliglotas são comunidades abertas, colaborativas e sem fins lucrativos que organizam encontros no geral totalmente gratuitos e abertos ao público destinados à prática e aprendizagem de idiomas e suas culturas. Sendo um método de aprendizado por comunidade. Inspirados pelos encontros multilíngues do Polyglot Club de Paris, iniciados em 2005 a partir do site criado em 2003, os clubes poliglotas são atualmente uma crescente rede colaborativa internacional. No Brasil as primeiras atividades registradas datam de 2008. E em Portugal em 2007. O que não significa que organismos como o Couchsurfing, Hospitality Club, Pasaporta Servo, Associação Universal de Esperanto, Internations, ou pessoas não possam ter promovido atividades tais em momentos anteriores.

## História
Muito embora os intercâmbio linguísticos planejados acompanhem a história da humanidade. Em tempos modernos o fenômeno popularizou-se com o advento da internet. Em 2003, Vincent Scheidecker publicou pela primeira vez a página do The Polyglot Club, criada e desenvolvida por ele próprio. No ano de 2005, Patrick Rousseau começou a promover os eventos presenciais diretamente ligados ao The Polyglot Club. A partir daí o movimento vem crescendo internacionalmente surgindo, inclusive, organismos alternativos com práticas semelhantes como por exemplo o Mundo Lingo criado em 2011 na Argentina ou o BlaBla Language Exchange inciado em 2016 em Hanoi ou o Dame Tu Lengua iniciado em 2012 em Bogotá.
Existem alguns movimentos nacionais também com o propósito de ajudar os locais a desenvolverem habilidades linguísticas de forma popular e grátis como é o caso do Polyglot Indonesia criado em 2016 ou o Clube Poliglota Brasil fundado em 2014 pela associação dos clubes poliglotas locais existentes à época no Brasil.
Esses clubes têm fomentado uma comunidade poliglota internacional robusta com ênfase na divulgação e prática da poliglossia (ou poliglotismo) como habilidade necessária em um mundo globalizado. Surgindo por isto encontros internacionais anuais como por exemplo a Polyglot Conference em 2013, o Polyglot Gathering em 2014, o Poliglotar em 2016 e o LangFest em 2017.

## Movimento no Brasil
Os primeiros encontros registrados no Brasil a partir do Polyglot Club foram em 2008, mas somente a partir de 2009 começou a haver clubes funcionais com o surgimento do Encontro Poliglota promovido pelos intérpretes e tradutores Otto Mendonça e Alba Cardoso tendo duração até 2011.
Em 2013 o economista Ricardo Pamplona e o ator Georgos Jurobola fundaram o Clube Poliglota Fortaleza, mais antigo clube poliglota em funcionamento contínuo no Brasil, logo mais surgindo o Clube Poliglota Brasília a partir de encontros anteriores de intercâmbio linguístico do Couchsurfing. Com a formação do Clube Poliglota Brasil vários clubes surgiram ou foram poliglotizados, quando monoglóticos ou bilíngues, desde então no Brasil. Chegando a somar mais de 50 clubes, alguns dos quais aparecendo em várias reportagens em alguns veículos de comunicação. E alguns somando mais de 13 mil membros.
Com a catástrofe da pandemia de Covid-19 os encontros presenciais dos clubes foram adaptados a virtuais.

## Funcionamento
Geralmente, os encontros ocorrem em cafés, praças, praias e outros espaços públicos. Os participantes organizam-se de acordo com os idiomas que falam. Os encontros costumam ser organizados em pequenos grupos a partir do participante mais experiente e que cumpre o papel de anfitrião, chamado host, responsável por determinado idioma. As reuniões começam com conversações informais, livres. Podem ser iniciados com jogos, apresentações musicais, ou discussões sobre temas específicos.
Com a eventualidade da pandemia, os clubes poliglotas utilizam ferramentas virtuais como Zoom, Meet, Jitsi, WhatsApp, Telegram, ClubHouse, Discord. Etc. Mantendo assim a segurança da prática de seus membros.